# Blindeforsendelse
En blindeforsendelse (internationalt: Cécogramme) er en adresseret postforsendelse, som udelukkende indeholder kommunikationsmateriale til brug for blinde. Ved blindhed forstås i denne sammenhæng en synsrest på 10 % eller mindre.
Blindeforsendelser kan ifølge befordringspligten i Postloven sendes portofrit under ikke-kommercielle forhold i indlandet og til udlandet, Færøerne og Grønland som brevpost (A Prioritaire). De kan tillige portofrit sendes som rekommanderet post.

## Indhold
Blindeforsendelser kan indeholde relief- eller punktskrift, inkl. breve og klicheer, til brug for blinde.
Papir til fremstilling af blindskrift sendt fra eller til Nota eller Hjælpemiddelcentralen for Blinde og Svagsynede materiale med lydoptagelser, der udelukkende er bestemt til brug for blinde, og som sendes fra eller til Nota eller institutioner og organisationer for blinde kassettebånd eller digitaliseret materiale, der udveksles mellem blinde eller sendes som privat korrespondance fra blinde til seende magasiner, tidsskrifter og bøger indlæst på cd-rom, kassettebånd og lignende, som skal sendes tilbage til udgiveren.
Udgiveren skal enten være Nota, Institut for Blinde og Svagsynede i København, Institut for Blinde og Svagsynede børn, Synscenter Refnæs i Kalundborg, Dansk Blindesamfund og dets underafdelinger, Kristeligt arbejde blandt Blinde samt Kristeligt Lydbibliotek.

## Vægt og mål
Blindeforsendelser skal overholde følgende krav:
Maks. 7 kg.
Min. 14 x 9 cm.
For rulle eller stang max. længde 60 cm og længde + bredde + højde = 90 cm.